# Silver Dollar
Pour les articles homonymes, voir Silver dollar (homonymie).
Silver Dollar est une communauté située dans le district de Kenora en Ontario au Canada. Elle est située à l'intersection des routes 599 et 642.

## Annexe